# Бомбардування телецентру в Белграді
Бомбардування будівлі Радіо і Телебачення Сербії 23 квітня 1999 було здійснене крилатими ракетами Томагавк. Це була частина повітряної кампанії НАТО проти Союзної Республіки Югославії. Під час бомбардування був серйозно пошкоджений штаб Радіо і Телебачення Сербії (РТС) в Белграді. Інші радіо і електроустановки по всій країні також зазнали нападу. Шістнадцять співробітників РТС загинули від попадання ракети в будівлю. Також багато хто залишався в пастці під завалами протягом декількох днів, зв'язок з якими підтримували лише через мобільні телефони.
Нова будівля була побудована поруч з пошкодженим від бомбардування будинком, також було в парку Тасмайдан встановлено пам'ятник для тих, хто загинув під час атаки.

## Причини бомбардування
Штаб-квартира НАТО виправдовує бомбардування двома аргументами;
- по-перше, необхідно було «погіршити управління та командування, обірвати мережі зв'язку» югославських збройних сил;
- по-друге, штаб-квартира РТС був об'єктом подвійного призначення, який «робить важливий внесок у пропагандистській війні, яка організувала кампанію проти населення Косово».

В штаб-квартирі НАТО визнали, що ЗМІ опонентів вважається зброєю під час війни.

## Розгляд справи
У звіт виданому Міжнародним кримінальним трибуналом для колишньої Югославії (МТКЮ), названому «Підсумковий звіт Прокурору Комітету, створений для розгляду бомбардувань НАТО проти Союзної Республіки Югославії», було написано:
Оскільки атака фактично була спрямована на підрив комунікаційних мереж, це було юридично прийнятним … Основною метою було відключення сербської системи військового командування й управління та знищення систему зв'язку, тобто апарат, який тримає Милошевича при владі 
У 2002 році, Драголюба Мілановіча, який був генеральним менеджер РТС, було засуджено до 10 років позбавлення волі, тому що він не наказав робочим евакуюватися, попри те, що знав, що будівлю будуть бомбити.
У 2007 році Голова Держради Куби Фідель Кастро звинуватив колишнього прем'єр-міністра Іспанії Хосе Марію Аснара в тому, що той закликав американців бомбити будівлі сербських радіостанцій і телеканалів під час нападу НАТО на Сербію. За даними Кастро, такий заклик пролунав у телефонній розмові між Хосе Марією Аснарою та офіційною особою з Вашингтона, роздруківки записі якого потрапили в розпорядження команданте.
«На мою думку, для перемоги в цій війні необхідно перервати зв'язок між Белградом і сербським народом — потрібно зруйнувати комунікації, радіо, телебачення і телефон», — цитує Reuters приписувані іспанському екс-прем'єру слова.

## Список Жертв

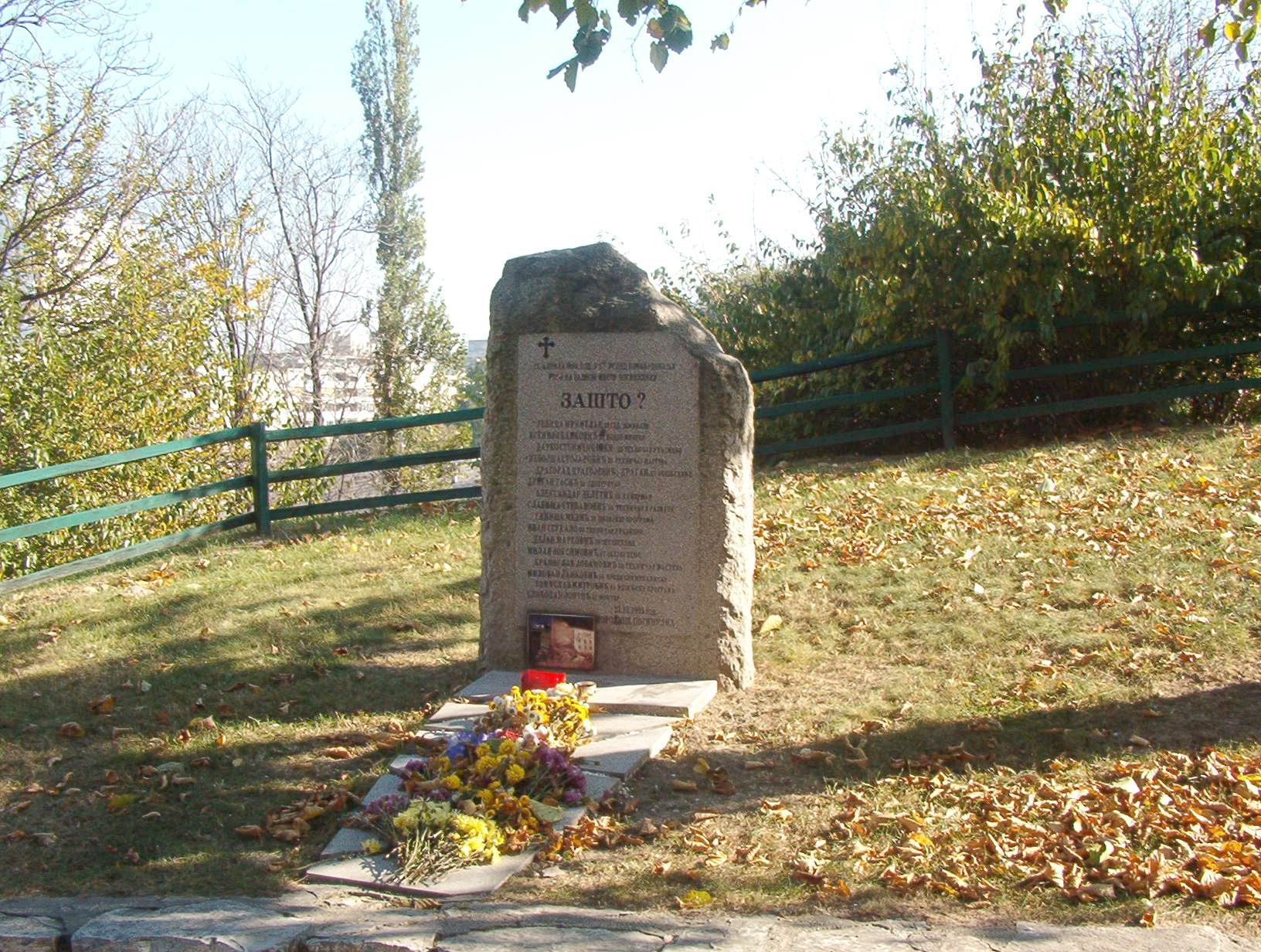
«Зашто?» Памятник загиблим співробітникам РТС

Президент Сербії і Чорногорії Світозар Марович у 2005 році підписав указ про посмертне нагородження «Орденом праці» працівників державного радіо — телеканалу Сербії, загиблих в ході бомбардувань силами НАТО території Союзної Югославії.
1. Томіслав Мітровіч
2. Івана Штукало
3. Славіша Стевановіч
4. Ксенія Банковіч
5. Єліца Мунітлак
6. Мілован Янкович
7. Драган Тасіч
8. Олександр Делетіч
9. Дарко Стойменовскій
10. Небойша Стоянович
11. Слободан Йонтіч
12. Деян Маркович
13. Мілан Йоксимович
14. Браніслав Йованович
15. Сініша Медічі
16. Драгоград Драгоєвич

## Виступ РТС
23 травня 2011, Радіо і Телебачення Сербії (РТС) виступив з офіційним вибаченням за те, що їх програми не відповідали дійсності, та за поширення пропаганди і дискредитації політичних опонентів в 1990-ті роки, і за те, що їх програми «ранили почуття, моральну чистоту і гідність громадян Сербії, гуманістично-орієнтованої інтелігенції, членів політичної опозиції, критично налаштованих журналістів, визначених меншин у Сербії, релігійних меншин у Сербії, а також деяких сусідніх народів і держав». РТС також заявив у вибаченні, що не було ніяких сумнівів, що державні ЗМІ були під безпосереднім контролем покійного президента Сербії Слободана Милошевича і що сербські державні ЗМІ були використані Милошевичем як військовий інструмент задля розпалювання міжнаціональної ворожнечі й обману свого народу для підтримки, необхідної для продовження і ведення війни в колишній Югославії.